# Чеботарёв, Вячеслав Михайлович
Вячеслав Михайлович Чеботарёв (родился в 1954 году дер. Зигановка, Ишимбайский район Башкирской АССР) — бывший прокурор Владимирской области (с февраля 2005 по октябрь 2013), Заслуженный юрист Российской Федерации.
С 28 октября 2013 года начальник управления Генеральной прокуратуры РФ по надзору за следствием в МВД России и ФСКН России Главного управления по надзору за следствием (16 управление). По должности — заместитель начальника Главного управления по надзору за следствием (49 Главное управление).
Приказом Генерального прокурора Российской Федерации Владимира Устинова сегодня, 24 февраля, старший советник юстиции Вячеслав Чеботарев назначен прокурором Владимирской области.

## Награды
Приказом Генерального прокурора Российской Федерации от 8 января 2003г. № 2-к награждён нагрудным знаком «Почетный работник прокуратуры Российской Федерации».
Указом Президента Российской Федерации от 9 января 2012 г. № 30 присвоено почетное звание "Заслуженный работник прокуратуры Российской Федерации".

## Образование
- Школа ?
- 1981 -  юридический факультет Красноярского государственного университета.

## Семья
- родители?
- Женат, двое детей.